# Horkove, Nedrîhailiv
Horkove (în ucraineană Горькове) este un sat în comuna Cervona Sloboda din raionul Nedrîhailiv, regiunea Sumî, Ucraina.

## Demografie
Componența lingvistică a localității Horkove
     Ucraineană (98,31%)
     Rusă (1,69%)
Conform recensământului din 2001, majoritatea populației localității Horkove era vorbitoare de ucraineană (98,31%), existând în minoritate și vorbitori de rusă (1,69%).